# Azerbeidzjan op het Eurovisiedansfestival
In 2008 debuteerde Azerbeidzjan op het Eurovisiedansfestival. Afgevaardigd ware Eldar Dzjafarov en Anna Sazjina, zij dansten paso doble, rumba, tango en een Azerbeidzjaanse volksdans. Azerbeidzjan behaalde de 5de plaats.
Sinds 2009 wordt het festival niet meer gehouden. Maar er zou oorspronkelijk toch een festival plaatsvinden in Azerbeidzjan, namelijk in 2009. Later zou het verplaatst worden naar 2010. En uiteindelijk zelfs afgelast worden. Er waren toen voorlopig vier landen die hun deelname hadden bevestigd: Azerbeidzjan, Polen, Rusland en Wit-Rusland. Acheraf maakte de voorzitter van de EBU bekend dat er waarschijnlijk in de korte toekomst geen dansfestival meer komt.

## Lijst van Azerbeidzjaanse deelnames
| Jaar | Artiest                         | Stijl                                                 | Plaats | Punten |
| ---- | ------------------------------- | ----------------------------------------------------- | ------ | ------ |
| 2008 | Eldar Dzjafarov en Anna Sazjina | paso doble, rumba, tango en Azerbeidzjaanse volksdans | 5      | 106    |

2007 · 2008 
Zie ook: Eurovisiesongfestival · Junior Eurovisiesongfestival · Eurovision Young Musicians · Eurovision Young Dancers · Eurovision Choir
Azerbeidzjan · Denemarken · Duitsland · Finland · Griekenland · Ierland · Litouwen · Nederland · Oekraïne · Oostenrijk · Polen · Portugal · Rusland · Spanje · Verenigd Koninkrijk · Wit-Rusland · Zweden · Zwitserland